# Henri de Sommal
Compléments
Henri de Sommal édita les œuvres de Thomas a Kempis
Henri de Sommal (au nom latinisé en Henricus Sommalius), né en 1533 à Dinant (Belgique) et décédé le 30 mars 1619 à Valenciennes (France) était un prêtre jésuite des Pays-Bas méridionaux. Fondateur de plusieurs collèges dans les Pays-Bas méridionaux il est connu comme prédicateur et écrivain. 

## Biographie
Fils d’un citoyen important de la ville mosane, Henri nait à Dinant en 1533, et fait ses études secondaires au collège jésuite de Cologne, sous la direction de Leonard Kessel. En 1551, il se rend à Rome où, à l’âge de dix-huit ans, il est reçu dans la jeune Compagnie de Jésus, par saint Ignace de Loyola lui-même.  Deux ans plus tard, il se trouve à Modène, y enseignant le grec. Sa santé délicate l’oblige à changer à plusieurs reprises de résidence: de Venise à Pérouse, puis à Loreto. Enfin à Cologne, dans son pays natal, où il obtient le titre de maître ès arts en mars 1558, et est préfet d’études et professeur de philosophie au collège des Trois Couronnes (Collegium Tricoronatum). Le 17 mars 1560 il est ordonné prêtre à Cologne.
Une activité longue et fructueuse commence alors. En 1563 il fonde à Dinant, sa ville natale, le premier collège jésuite qui, malgré son succès initial, devra être fermé en 1574 par manque de soutien financier et ne rouvrira ses portes qu'en 1610. Assistant du Provincial en 1566, il prépare la fondation du collège de Saint-Omer (1567). En 1568, en tant que vice-chancelier, il ouvre le collège de Douai. Alors qu’il était supérieur à la résidence de Liège (1570-1575), il participe aux négociations qui mèneront à la fondation d’un collège dans cette ville (1582): ce sera le 'collège en Isle'. Nommé, par la suite, recteur de Verdun (France), la fragilité de sa santé le contraint à retourner dans son pays d’origine.
Le père de Sommal continue à exercer avec succès la prédication à Tournai (1576), Cambrai (1577-1581), Saint-Omer (1581-1585) et Liège (1585-1592). Il a également prêché à plusieurs reprises à Louvain, Valenciennes et Gand. Devant abandonner la prédication, il se mit à écrire. Il publia une édition critique du petit classique de littérature spirituelle De imitatione Christi, de Thomas a Kempis. Puis les œuvres complètes du même célèbre auteur spirituel du Moyen Âge. Le succès de ces travaux, attesté par de nombreuses éditions, l’a encouragé à publier d’autres œuvres sélectionnées des Pères et docteurs de l’Église.
Le père Henri de Sommal meurt à Valenciennes le 30 mars 1619.

## Écrits
- Thomae a Kempis de Imitatione Christi libri quatuor, Anvers, 1599.
- Thomae a Kempis... opera omnia, 3 vol., Anvers,  1601.